# Passport Index
O Passport Index é uma ferramenta interativa on-line da Arton Capital que oferece aos usuários informações sobre passaportes, incluindo a possibilidade de comparar e classificar os passaportes do mundo. As classificações são baseadas na liberdade de movimento e nas viagens sem visto abertas aos portadores de determinados passaportes. O site permite a exibição de passaportes de vários territórios usando uma variedade de filtros, como região e cor da capa do passaporte.

## Pontuação de Abertura Mundial
A Pontuação de Abertura Mundial é uma medida ou índice que monitora a capacidade da população mundial de viajar sem visto. Ele cresceu de 17.904 para 20.143 entre 2015 e agosto de 2018. Mas devido à pandemia de COVID-19 em 2020, o índice caiu para cerca de 13.000. Apesar da pandemia de COVID-19, ele subiu novamente. Em 2022, o índice era de quase 22.000.

## Metodologia
O Passport Index compara os passaportes principalmente com base em suas opções de viagem sem visto, mas também com base no grau de acolhimento dos países aos estrangeiros que visitam o país. Em sua classificação, o Passport Index analisa 193 estados-membros das Nações Unidas e seis territórios, que incluem Taiwan, Macau, Hong Kong, Kosovo, Território Palestino e Vaticano. Territórios anexados a outros países, como a Ilha Norfolk (Austrália), a Polinésia Francesa (França) e as Ilhas Virgens Britânicas (Grã-Bretanha), estão excluídos.
- Pontuação de Isenção de Visto: O Passport Index classifica os passaportes com base em uma "pontuação total de isenção de visto", que atribui aos passaportes um ponto para cada país que seus portadores podem visitar sem visto, com um visto na chegada ou obtendo uma autorização eletrônica de viagem. O país com a maior pontuação de isenção de visto tem o passaporte mais "poderoso".[8]
- Pontuação de Acolhimento: O Passport Index concede um ponto ao passaporte de cada país que permite que seu portador entre sem visto ou com visto na chegada. O país com a maior pontuação de boas-vindas é o país mais acolhedor do mundo.
- Pontuação de Abertura Mundial: A Pontuação de Abertura Mundial é uma medida que reflete a abertura para viagens entre os países. Cresceu de 17.904 para 18.680 entre 2015 e agosto de 2017. Em 21 de novembro de 2018, atingiu 20.189.
- Pontuação de Mobilidade Global: A Pontuação de Mobilidade Global é uma referência que mostra o nível de liberdade de mobilidade global de um indivíduo, refletindo um ou mais passaportes em sua posse. Pontuações mais altas refletem maior liberdade de mobilidade.

## Classificação
- Classificação Global de Poder do Passaporte: Os passaportes do mundo são classificados por sua pontuação total de isenção de visto. Os países que compartilham pontuações iguais de isenção de visto são classificados pelo número de países com isenção de visto que fazem parte dessa pontuação.
- Classificação de Poder Individual do Passaporte: Os dados do mais recente Índice de Desenvolvimento Humano da ONU são usados para romper ainda mais os laços e ordenar os países em classificações exclusivas.[6]
- Classificação de Países Acolhedores: O Passport Index classifica os países de acordo com o grau de acolhimento a outras nacionalidades.

## Resultado
As classificações do Passport Index são em tempo real e continuam a variar conforme são feitas novas alterações nos acordos de visto. Na maioria das vezes, os 10 primeiros lugares foram ocupados por países europeus, com exceção de Singapura e dos Emirados Árabes Unidos.
Entre 2017 e 2018, no topo da lista, com uma pontuação de 165 para isenção de visto, estavam Singapura e Alemanha, enquanto os Estados Unidos da América, a Coreia do Sul, a França, a Dinamarca e a Suécia estavam entre os 11 países que dividiram o segundo lugar com uma pontuação de 164. Em 2024, o passaporte dos Emirados Árabes Unidos ocupa o primeiro lugar, com uma pontuação de 179 de isenção de visto.

## Tabela
As pontuações e classificações são da Pontuação de Abertura Mundial de 2022.
| País                          | Pontuação | Classificação |
| ----------------------------- | --------- | ------------- |
| Afeganistão                   | 38        | 101           |
| Albânia                       | 115       | 47            |
| Argélia                       | 64        | 81            |
| Andorra                       | 157       | 13            |
| Angola                        | 63        | 82            |
| Antígua e Barbuda             | 140       | 26            |
| Argentina                     | 160       | 12            |
| Armênia                       | 77        | 68            |
| Austrália                     | 171       | 4             |
| Áustria                       | 173       | 2             |
| Azerbaijão                    | 80        | 65            |
| Bahamas                       | 146       | 21            |
| Bahrein                       | 96        | 53            |
| Bangladesh                    | 49        | 96            |
| Barbados                      | 152       | 17            |
| Bielorrússia                  | 91        | 57            |
| Bélgica                       | 172       | 3             |
| Belize                        | 98        | 52            |
| Benim                         | 68        | 77            |
| Butão                         | 66        | 79            |
| Bolívia                       | 85        | 61            |
| Bósnia e Herzegovina          | 118       | 46            |
| Botsuana                      | 86        | 60            |
| Brasil                        | 161       | 11            |
| Brunei                        | 153       | 16            |
| Bulgária                      | 167       | 8             |
| Burkina Faso                  | 67        | 78            |
| Burundi                       | 58        | 87            |
| Camboja                       | 69        | 76            |
| Camarões                      | 59        | 86            |
| Canadá                        | 170       | 5             |
| Cabo Verde                    | 75        | 70            |
| República Centro-Africana     | 61        | 84            |
| Chade                         | 62        | 83            |
| Chile                         | 160       | 12            |
| China                         | 83        | 62            |
| Colômbia                      | 136       | 29            |
| Comores                       | 63        | 82            |
| Congo                         | 57        | 88            |
| Congo (República Democrática) | 55        | 90            |
| Costa Rica                    | 141       | 25            |
| Costa do Marfim               | 67        | 78            |
| Croácia                       | 167       | 8             |
| Cuba                          | 78        | 67            |
| Chipre                        | 167       | 8             |
| República Tcheca              | 171       | 4             |
| Dinamarca                     | 172       | 3             |
| Djibouti                      | 60        | 85            |
| Dominica                      | 132       | 33            |
| República Dominicana          | 81        | 64            |
| Equador                       | 101       | 51            |
| Egito                         | 65        | 80            |
| El Salvador                   | 128       | 36            |
| Guiné Equatorial              | 65        | 80            |
| Eritreia                      | 52        | 93            |
| Estônia                       | 169       | 6             |
| Essuatíni                     | 79        | 66            |
| Etiópia                       | 53        | 92            |
| Fiji                          | 96        | 53            |
| Finlândia                     | 173       | 2             |
| França                        | 173       | 2             |
| Gabão                         | 68        | 77            |
| Gâmbia                        | 72        | 73            |
| Geórgia                       | 125       | 39            |
| Alemanha                      | 173       | 2             |
| Gana                          | 72        | 73            |
| Grécia                        | 171       | 4             |
| Granada                       | 135       | 30            |
| Guatemala                     | 128       | 36            |
| Guiné                         | 64        | 81            |
| Guiana                        | 93        | 55            |
| Haiti                         | 63        | 82            |
| Honduras                      | 129       | 35            |
| Hong Kong                     | 156       | 14            |
| Hungria                       | 171       | 4             |
| Islândia                      | 168       | 7             |
| Índia                         | 73        | 72            |
| Indonésia                     | 85        | 61            |
| Irã                           | 51        | 94            |
| Iraque                        | 40        | 99            |
| Irlanda                       | 172       | 3             |
| Israel                        | 151       | 18            |
| Itália                        | 173       | 2             |
| Jamaica                       | 96        | 53            |
| Japão                         | 171       | 4             |
| Jordânia                      | 65        | 80            |
| Casaquistão                   | 88        | 59            |
| Quênia                        | 74        | 71            |
| Kiribati                      | 124       | 40            |
| Kosovo                        | 56        | 89            |
| Kuwait                        | 105       | 50            |
| Quirguistão                   | 72        | 73            |
| Laos                          | 63        | 82            |
| Letônia                       | 169       | 6             |
| Líbano                        | 55        | 90            |
| Lesoto                        | 82        | 63            |
| Libéria                       | 60        | 85            |
| Líbia                         | 50        | 95            |
| Liechtenstein                 | 168       | 7             |
| Lituânia                      | 170       | 5             |
| Luxemburgo                    | 173       | 2             |
| Macau                         | 138       | 27            |
| Madagascar                    | 67        | 78            |
| Malawi                        | 78        | 67            |
| Malásia                       | 165       | 9             |
| Maldivas                      | 94        | 54            |
| Mali                          | 63        | 82            |
| Malta                         | 170       | 5             |
| Ilhas Marshall                | 124       | 40            |
| Mauritânia                    | 64        | 81            |
| Maurício                      | 135       | 30            |
| México                        | 150       | 19            |
| Micronésia                    | 120       | 44            |
| Moldávia                      | 121       | 43            |
| Mônaco                        | 163       | 10            |
| Mongólia                      | 76        | 69            |
| Montenegro                    | 126       | 38            |
| Marrocos                      | 77        | 68            |
| Moçambique                    | 66        | 79            |
| Namíbia                       | 80        | 65            |
| Nauru                         | 90        | 58            |
| Nepal                         | 55        | 90            |
| Países Baixos                 | 173       | 2             |
| Nova Zelândia                 | 172       | 3             |
| Nicarágua                     | 122       | 42            |
| Níger                         | 64        | 81            |
| Nigéria                       | 55        | 90            |
| Coreia do Norte               | 50        | 95            |
| Macedônia do Norte            | 128       | 36            |
| Noruega                       | 172       | 3             |
| Omã                           | 92        | 56            |
| Paquistão                     | 46        | 92            |
| Palau                         | 119       | 45            |
| Territórios Palestinos        | 50        | 95            |
| Panamá                        | 133       | 32            |
| Papua Nova Guiné              | 83        | 62            |
| Paraguai                      | 137       | 28            |
| Peru                          | 145       | 22            |
| Filipinas                     | 76        | 69            |
| Polônia                       | 172       | 3             |
| Portugal                      | 172       | 3             |
| Catar                         | 109       | 48            |
| Romênia                       | 167       | 8             |
| Rússia                        | 124       | 40            |
| Ruanda                        | 70        | 75            |
| São Cristóvão e Neves         | 143       | 24            |
| Santa Lúcia                   | 136       | 29            |
| Samoa                         | 128       | 36            |
| San Marino                    | 155       | 15            |
| São Tomé e Príncipe           | 72        | 73            |
| Arábia Saudita                | 92        | 56            |
| Senegal                       | 67        | 78            |
| Sérvia                        | 136       | 29            |
| Seicheles                     | 141       | 25            |
| Serra Leoa                    | 68        | 77            |
| Singapura                     | 170       | 5             |
| Eslováquia                    | 170       | 5             |
| Eslovênia                     | 169       | 6             |
| Ilhas Salomão                 | 131       | 34            |
| Somália                       | 44        | 98            |
| África do Sul                 | 106       | 49            |
| Coreia do Sul                 | 173       | 2             |
| Sudão do Sul                  | 53        | 92            |
| Espanha                       | 173       | 2             |
| Sri Lanka                     | 55        | 90            |
| Sudão                         | 54        | 91            |
| Suriname                      | 85        | 61            |
| Suécia                        | 173       | 2             |
| Suíça                         | 173       | 2             |
| Síria                         | 39        | 100           |
| Taiwan                        | 134       | 31            |
| Tajiquistão                   | 69        | 76            |
| Tanzânia                      | 72        | 73            |
| Tailândia                     | 94        | 54            |
| Togo                          | 64        | 81            |
| Tonga                         | 124       | 40            |
| Trinidad e Tobago             | 138       | 27            |
| Tunísia                       | 83        | 62            |
| Turquia                       | 123       | 41            |
| Turcomenistão                 | 63        | 82            |
| Tuvalu                        | 127       | 37            |
| Uganda                        | 71        | 74            |
| Ucrânia                       | 145       | 22            |
| Emirados Árabes Unidos        | 177       | 1             |
| Reino Unido                   | 171       | 4             |
| Estados Unidos da América     | 172       | 3             |
| Uruguai                       | 147       | 20            |
| Uzbequistão                   | 72        | 73            |
| Vanuatu                       | 98        | 52            |
| Vaticano                      | 145       | 22            |
| Venezuela                     | 124       | 40            |
| Vietnã                        | 69        | 76            |
| Iêmen                         | 45        | 97            |
| Zâmbia                        | 74        | 71            |
| Zimbábue                      | 68        | 77            |

## Estudos de caso

### Emirados Árabes Unidos
Em 2017, o Passport Index foi designado para monitorar o desenvolvimento da recém-lançada UAE Passport Force Initiative, com o objetivo de posicionar o passaporte dos Emirados na lista dos cinco passaportes mais "poderosos" do mundo até 2021. Em 31 de outubro de 2018, o passaporte dos Emirados Árabes Unidos já havia alcançado o quarto lugar.
No entanto, em 2021, a tendência de poder do passaporte caiu devido à pandemia de COVID-19.

## Histórico
O Passport Index foi lançado pela Arton Capital, uma empresa de serviços financeiros com sede em Montreal, em 2014.